# Кастельмауро
Кастельмауро (итал. Castelmauro) — коммуна в Италии, располагается в регионе Молизе, в провинции Кампобассо.
Население составляет 1901 человек (2008 г.), плотность населения составляет 44 чел./км². Занимает площадь 43 км². Почтовый индекс — 86031. Телефонный код — 0874.
Покровителем коммуны почитается святой Леонард Ноблакский, празднование 6 ноября.

## Демография
Динамика населения:

## Администрация коммуны
- Официальный сайт: